# Fusconaia askewi
Fusconaia askewi är en musselart som först beskrevs av Marsh 1896.  Fusconaia askewi ingår i släktet Fusconaia och familjen målarmusslor. IUCN kategoriserar arten globalt som nära hotad. Inga underarter finns listade i Catalogue of Life.